# 鄭聲公
鄭聲公（?—前463年），姓姬，名勝，為春秋時期諸侯國鄭國第二十任君主，鄭定公之子，在位38年（《史記》六國年表）。
當時「晉六卿強，侵奪鄭，鄭遂弱」。聲公五年（前496年），鄭相子產去世，「鄭人皆哭泣，悲之如亡親戚」。